# Falconiformes
Los Falconiformes son un orden de aves neognatas que agrupa 309 especies de aves de presa conocidas como rapaces diurnas. Las rapaces nocturnas se incluyen en otro orden, los Strigiformes ya que se supone que las similitudes entre rapaces diurnas y nocturnas son consecuencia de la convergencia evolutiva y no de que ambas compartan un antepasado común. Se conocen fósiles del Eoceno Medio. Habitan prácticamente en todo el mundo excepto la Antártida y Polinesia oriental.

## Taxonomía
El grupo fue bautizado por la palabra latina para halcón «Falco», por lo que el nombre de este orden significa «los que tienen forma de halcón». Las rapaces diurnas se clasificaban tradicionalmente en cinco familias de un único orden, Falconiformes:
- Familia Pandionidae
- Familia Accipitridae
- Familia Sagittariidae
- Familia Falconidae

No obstante, la taxonomía de las rapaces actualmente solo incluye a Falconidae.

## Características

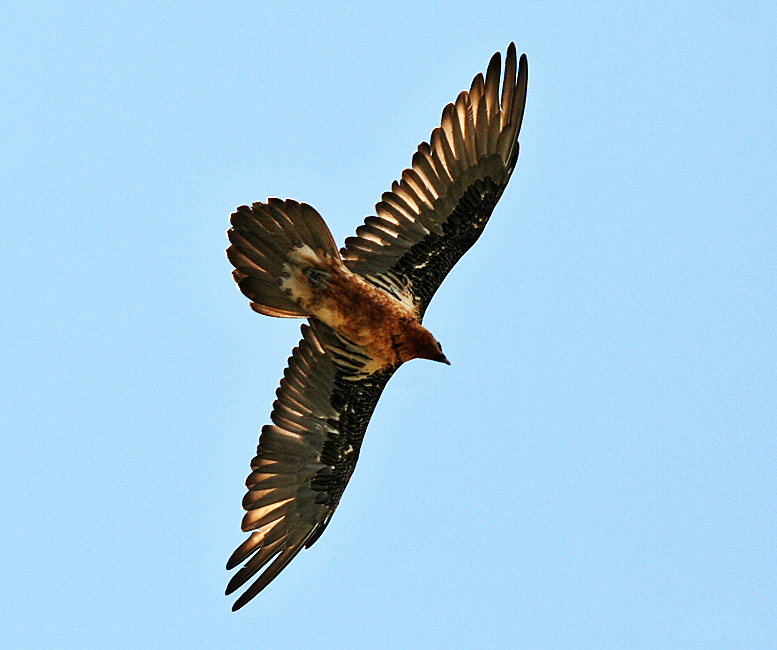
Quebrantahuesos planeando.

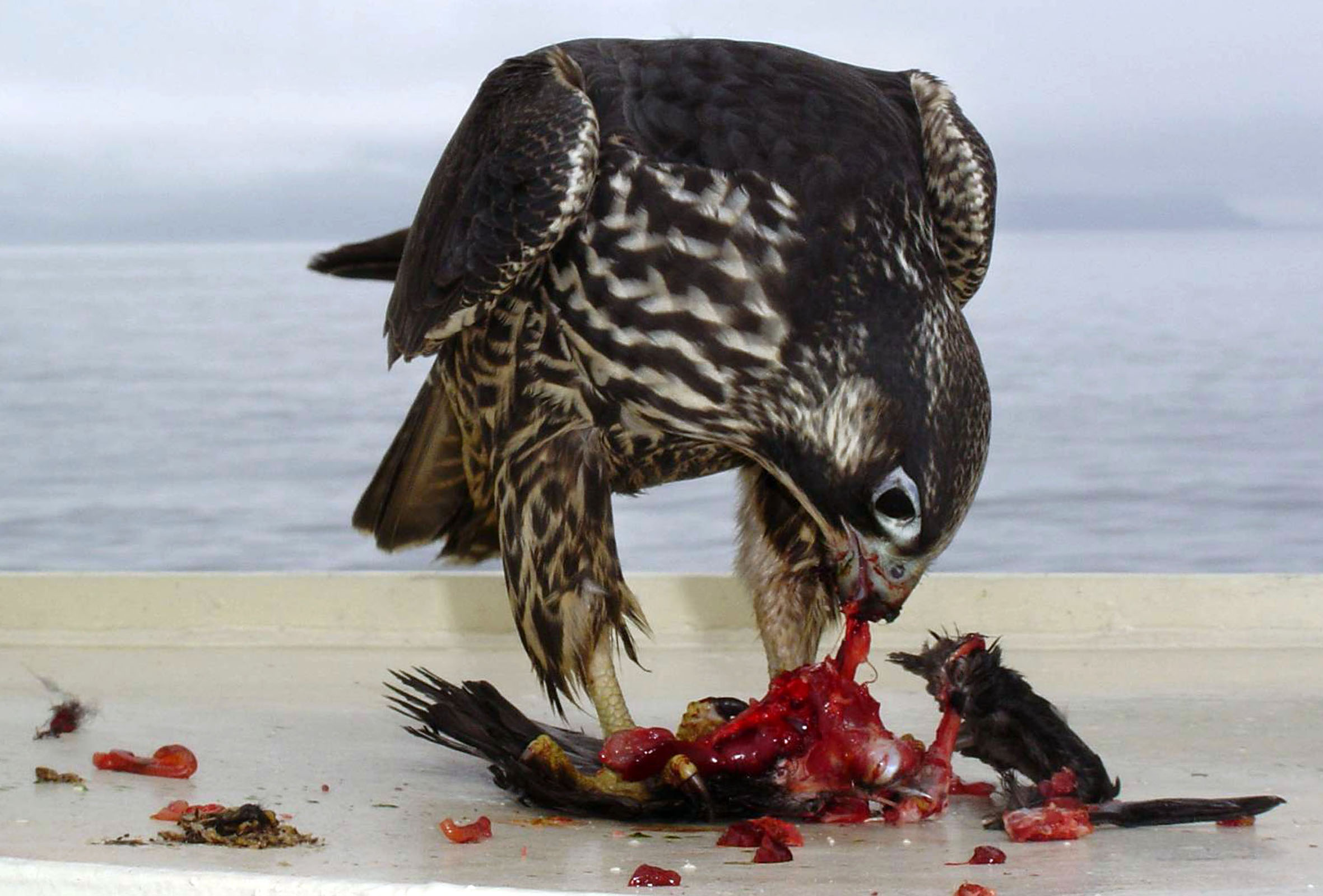
Halcón peregrino devorando una presa.

Las aves falconiformes tienen un cuerpo fuerte y compacto, miembros robustos y cabeza voluminosa, más o menos redondeada, con un pico fuerte y cortante en forma de garfio; en la base del mismo y rodeando las aberturas nasales, existe un engrosamiento carnoso característico, llamado cera por su aspecto, que suele ser del mismo color que las patas. En los halcones el pico presenta un diente característico en la mandíbula superior que se corresponde con una entalladura en la inferior. Las patas son relativamente cortas (excepto en el serpentario, por su modo de vida) y poseen garras especializadas para agarrar con fuerza a sus presas; los dedos son largos y fuertes y están armados de uñas agudas y sólidas. Los buitres, debido a que se alimentan de cadáveres, tienen las uñas romas y carecen de fuerza y habilidad prensil.
El plumaje es recio, compacto y elástico; las cobertoras, en general escasas, poseen abundantes mechones de plumón en la base; poseen las diez rémiges primarias y trece o dieciséis secundarias, y generalmente doce o catorce timoneras, número que se mantiene muy constante. En muchas especies las plumas cubren el tarso e incluso los dedos. El colorido es poco llamativo, críptico, con predominio de los grises, ocres y azulados, formando barreados que disimulan al ave tanto cuando vuela como cuando está posada al acecho. La muda ocurre generalmente una vez al año; es un fenómeno de vital importancia para las aves de presa ya que su capacidad de vuelo y su supervivencia depende del estado de su plumaje. Las aves falconiformes poseen una extraordinaria agudeza visual; un halcón sacre es capaz de ver una avutarda en movimiento a diez kilómetros de distancia. La retina tiene dos fóveas, una central y otra lateral, que dotan al ojo de una sensibilidad superior a la de los mamíferos.
La estructura de las alas depende del sistema de vuelo y de caza; así, las especies que cazan en la espesura tienen alas cortas, anchas y redondeadas, para poder realizar rápidos cambios de sentido; los cazadores de espacios abiertos, como los halcones, se impulsan con alas estrechas y puntiagudas; las rapaces planeadoras, como las águilas y los buitres tienen alas anchas, largas y rectangulares con rémiges separadas en sus puntas, como los dedos de una mano.

## Historia natural
Las falconiformes son aves característicamente carnívoras y suelen cazar de día o en el crepúsculo, o bien alimentarse de carroña, como los buitres. Los halcones matan a sus presas de un picotazo, fracturándoles las vértebras cervicales, mientras que el resto suelen matarlas por estrangulación, empleando para ello sus fuertes garras y no utilizan el pico hasta que la víctima deja de moverse. Son aves poco gregarias que, en general, no suelen formar bandadas.
Casi todas las especies crían durante los primeros meses de la primavera; la monogamia suele ser lo más corriente, colaborando ambos sexos en la construcción del nido; los halcones, no obstante, realizan la puesta sobre roca o la tierra desnuda, sin ningún tipo de preparación previa. El apareamiento va precedido de paradas nupciales aéreas en las que los machos emiten penetrantes gritos y expulsan de su territorio a cualquier competidor. Las especies más pequeñas ponen cuatro o cinco huevos, y las de mayor tamaño solo uno o dos. Los polluelos nacen muy poco desarrollados y cubiertos de un denso plumón blanco o grisáceo, crecen deprisa y comienzan pronto a emplumar. El macho suele cazar y aportar alimentos a su compañera e hijos; esta despedaza las presas y las reparte entre las crías. Tras abandonar el nido los jóvenes son alimentados y protegidos por sus padres durante algún tiempo y también los adiestran para la caza.